# اچ‌ام‌اس ال۱۱
اچ‌ام‌اس ال۱۱ (به انگلیسی: HMS L11) یک زیردریایی بود که طول آن ۲۲۸ فوت (۶۹ متر) بود. این زیردریایی در سال ۱۹۱۸ ساخته شد.